# Herrarnas florett vid olympiska sommarspelen 1988
Herrarnas florett-tävling i de olympiska fäktningstävlingarna 1988 i Seoul avgjordes den 20-21 september.

## Medaljörer
| Event           | Guld                  | Silver           | Brons                    |
| Florett, herrar | Stefano Cerioni (ITA) | Udo Wagner (GDR) | Aleksandr Romankov (URS) |

## Resultat
| Placering | Fäktare                 | Land             |
| --------- | ----------------------- | ---------------- |
| 1         | Stefano Cerioni         | Italien          |
| 2         | Udo Wagner              | Östtyskland      |
| 3         | Aleksandr Romankov      | Sovjetunionen    |
| 4         | Ulrich Schreck          | Västtyskland     |
| 5         | Zsolt Érsek             | Ungern           |
| 6         | Mauro Numa              | Italien          |
| 7         | Jens Howe               | Östtyskland      |
| 8         | Matthias Gey            | Västtyskland     |
| 9         | Philippe Omnès          | Frankrike        |
| 10        | Ilgar Mamedov           | Sovjetunionen    |
| 11        | Aris Enkelmann          | Östtyskland      |
| 12        | Peter Lewison           | USA              |
| 13        | Laurent Bel             | Frankrike        |
| 14        | Róbert Gátai            | Ungern           |
| 15        | Bogusław Zych           | Polen            |
| 16        | Boris Koretskj          | Sovjetunionen    |
| 17        | Koji Emura              | Japan            |
| 18        | Benny Wendt             | Österrike        |
| 19        | Matthias Behr           | Västtyskland     |
| 20        | Liu Yunhong             | Kina             |
| 21        | Luc Rocheleau           | Kanada           |
| 22        | Thierry Soumagne        | Belgien          |
| 23        | Pierre Harper           | Storbritannien   |
| 24        | Kim Seung-Pyo           | Sydkorea         |
| 25        | Zhang Zhicheng          | Kina             |
| 26        | Bill Gosbee             | Storbritannien   |
| 27        | Marian Sypniewski       | Polen            |
| 28        | Pál Szekeres            | Ungern           |
| 29        | Leszek Bandach          | Polen            |
| 30        | Donnie McKenzie         | Storbritannien   |
| 31        | Benoît Giasson          | Kanada           |
| 32        | Andrés García           | Spanien          |
| 33        | Ola Kajbjer             | Sverige          |
| 34        | Jesús Esperanza         | Spanien          |
| 35        | Abdel Monem El-Husseini | Egypten          |
| 36        | Mike Marx               | USA              |
| 37        | Lao Shaopei             | Kina             |
| 38        | Eric Strand             | Sverige          |
| 39        | Sergio Turiace          | Argentina        |
| 40        | Patrick Groc            | Frankrike        |
| 41        | Andrea Borella          | Italien          |
| 42        | Go Nak-Chun             | Sydkorea         |
| 43        | Dave Littell            | USA              |
| 44        | Robert Davidson         | Australien       |
| 45        | Ahmed Mohamed           | Egypten          |
| 46T       | Kenichi Umezawa         | Japan            |
| 46T       | Yoshihiko Kanatsu       | Japan            |
| 48        | Stephen Angers          | Kanada           |
| 49        | Kim Yong-Guk            | Sydkorea         |
| 50        | Wang San-Tsai           | Kinesiska Taipei |
| 51        | Antônio Machado         | Brasilien        |
| 52        | Michel Youssef          | Libanon          |
| 53        | Choy Kam Shing          | Hongkong         |
| 54        | Roberto Lazzarini       | Brasilien        |
| 55T       | Anatol Richter          | Österrike        |
| 55T       | José Bandeira           | Portugal         |
| 57        | Lee Chung Man           | Hongkong         |
| 58        | Austin Thomas           | Aruba            |
| 59        | Douglas Fonseca         | Brasilien        |
| 60        | Thomas Åkerberg         | Sverige          |
| 61        | Saqer Al-Surayei        | Kuwait           |
| 62        | Khaled Al-Awadhi        | Kuwait           |
| 63        | Yan Wing-Shean          | Kinesiska Taipei |
| 64        | Salman Mohamed          | Kuwait           |
| 65        | Weng Tak Fung           | Hongkong         |
| 66        | Pedro Cornet            | Paraguay         |
| 67        | Alkindi                 | Indonesien       |
| 68        | Zahi El-Khoury          | Libanon          |